# Myiothlypis basilica
Myiothlypis basilica е вид птица от семейство Parulidae. Видът е световно застрашен, със статут Уязвим.

## Разпространение
Видът е разпространен в Колумбия.